# Pihlajamaan Hautakangas
Pihlajamaan Hautakangas är en ö i Finland. Den ligger i sjön Patanan tekojärvi och i kommunen Vetil i den ekonomiska regionen  Kaustby ekonomiska region  och landskapet Mellersta Österbotten, i den centrala delen av landet, 300 km norr om huvudstaden Helsingfors. Öns area är 5,4 hektar och dess största längd är 430 meter i sydöst-nordvästlig riktning.